# Tormo (Crespiatica)
Tormo ist eine Fraktion der italienischen Gemeinde (comune) Crespiatica in der Provinz Lodi, Lombardei.

## Geographie
Der Ort liegt etwa 2,7 Kilometer südöstlich von Crespiatica an der Provinzialstraße Lodi–Crema am Ufer des Flüsschens Tormo.

## Geschichte

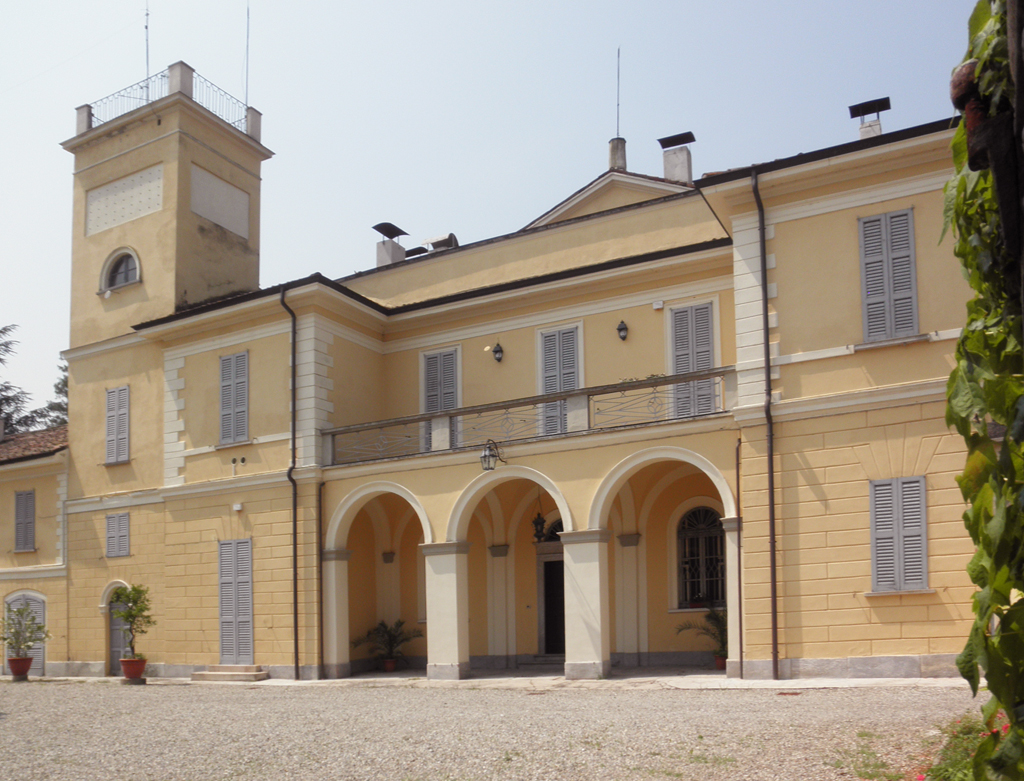
Villa Cavezzali

Das alte Dorf Tormo gehörte im Mittelalter zur Landschaft Treviglio und ab 1166 per Erlass vom Kaiser Barbarossa zur Stadt Mailand. Später kam es im Besitz des Hofes Prada.
1809 wurde Tormo per Napoleonischen Dekret zur Reduzierung der kleineren Landgemeinden nach Corte Palasio eingemeindet. Mit der Wiederherstellung des Österreichischen Herrschafts wurde die Gemeinde Tormo 1816 wieder selbstständig.
Anfang des 19. Jahrhunderts ließen die neuen Besitzer, die Familie Cavezzali, eine schöne Villa und eine kleine Kirche errichten, beide in neoklassizistischem Stil.
An der Gründung des Königreichs Italien (1861) zählte die Gemeinde Tormo 235 Einwohner. 1879 wurde sie aufgelöst und nach Crespiatica eingemeindet.